# Safo
Safo (em grego antigo: Σαπφώ, transl.: Sapphō) foi uma célebre poeta grega da ilha de Lesbos, contemporânea de Pítaco e Alceus. É conhecida por sua poesia composta para ser cantada ao som da lira. A maioria dos poemas de Safo se perdeu ao longo do tempo, assim como ocorreu com a maioria dos escritos da antiguidade, e o que chegou aos dias atuais se encontra na forma de fragmentos, sendo seu único poema completo conhecido atualmente "Ode a Afrodite", preservado por Dionísio de Halicarnasso em sua obra sobre a composição dos nomes. Mas há fragmentos considerados suficientemente inteiros, como os do poema Titônio, fragmento 16, fragmento 31 e o Poema dos Irmãos. Além da poesia lírica, os antigos comentaristas afirmam que ela compôs poesia elegíaca e iâmbica. Pouco se sabe sobre a vida de Safo além de que era filha de uma família rica da aristocracia de Mitilene, porém não é possível ter certeza sobre o real nome de seus pais, sendo atribuídos, geralmente, o nome de Cleis para a sua mãe e de Escamandrônimo ao seu pai. Fontes antigas dizem que ela possuía três irmãos, sendo os nomes de dois deles mencionados no poema "Os Irmãos", descoberto em 2014.

## Registros históricos e bibliográficos
Pouco se sabe sobre a vida de Safo. Uma das poucas fontes que poderiam fornecer alguma informação sobre sua vida seriam seus poemas, entretanto, eles não podem ser considerados como relatos biográficos de sua vida, e muitos estudiosos são concordes nisso , tendo em vista que os poemas de Safo eram feitos sob encomenda para serem declamados em público, em cerimônias religiosas, banquetes e outros eventos.
A sexualidade de Safo de Lesbos e sua influência na linguagem e na cultura ocidental são temas que continuam a instigar debates e reflexões.  A poetisa, que viveu no século VI a.C., é frequentemente associada ao amor entre mulheres, tanto por suas obras quanto pela origem dos termos "lésbica" e "sáfico".
Outra fonte para a vida da poetisa seria o Testimonia (Testemunhos), um conjunto de referências biográficas e literárias coletadas por autores da antiguidade. Os relatos do Testimonia não datam da época de Safo, mas foram escritos por pessoas que tiveram muito mais acesso à poesia dela do que temos hoje em dia. No entanto, é difícil saber até que ponto estes relatos estão corretos ou não.

## Família
A tradição geralmente nomeia seu pai como Escamandro ou Escamandrônimo, e sua mãe como Cleis, ambos membros da elite comerciante de Mitilene. Safo teve pelo menos dois irmãos, chamados Larico e Caraxo. Um terceiro irmão, chamado Eurígio, também é mencionado por algumas fontes. De acordo com Ateneu, Safo amava muito e sempre elogiava Larico, seu irmão mais novo, por fazer um serviço cerimonial na prefeitura de Mitilene. Este serviço era feito apenas por garotos das melhores famílias. Uma tradição antiga relata que Caraxo, um dos irmãos mais velhos de Safo, teria gastado uma grande soma de dinheiro para comprar a liberdade de uma (prostituta) chamada Dórica, por quem ele se apaixonou e se casou quando foi comercializar vinho na cidade egípcia de Naucrates.
Ao saber o que havia ocorrido, Safo compôs vários poemas criticando seu irmão e acusando sua cunhada de ter espoliado seu irmão de grande parte de sua fortuna.

## Casamento e filhos
A poeta Safo foi casada com um homem chamado Kérkolas, que de acordo com a Suda era um comerciante rico da ilha de Andros. Com seu marido, Safo teria tido pelo menos uma filha, chamada Cleis, cujo nome significa "a gloriosa" e era o mesmo da mãe de Safo. Esses fatos ganham força, pois o nome Cleis aparece em alguns fragmentos de poemas compostos por Safo descobertos recentemente. Segundo outras fontes, Safo pode ter sido também mãe de um menino chamado Didimo ou Didamo, que se tornou um gramático reconhecido na ilha de Lesbos no século VI a.C.

## Exílio na Sicília
Quando a poeta Safo ainda era uma criança, alguns de seus parentes, juntamente com outros membros da aristocracia, tentaram derrubar um tirano local. A tentativa de derrubar esse novo tirano fracassou, e com isso a família de Safo, juntamente com os outros aristocratas envolvidos na tentativa, foram exilados de Lesbos. Safo e sua família foram para o exílio na cidade de Siracusa, na ilha da Sicília. Nesse mesmo período, e pelo mesmo motivo, temos o poeta Alceu de Mitilene indo para o exílio no Egito.

## Safo como lider de um coral feminino
Após retornar com sua família do exílio ela se casou com seu marido Kerkolas, e logo em seguida, ela passou a liderar um coral de meninas, que tinha como objetivo, fazer apresentações nos festivais e cerimônias religiosas que ocorriam na ilha, principalmente no festival da Kalisteia que era um tipo de concurso de beleza, elas possivelmente se apresentavam também nas cerimônias de casamento e nos festivais do deus Apolo, esses corais eram utilizados para conseguir entre outras coisas, um noivo adequado para as meninas do coral se casarem.
No fragmento poético abaixo, Safo consola uma menina, que já estava na idade de se casar, mas ainda não tinha um noivo adequado:
"No topo do galho mais alto, perdida pelos coletores a maçã avermelha, não por ter sido esquecida, mas por não terem conseguido alcançá-la [ainda]"
Safo ensinava poesia, dança, arte e música para suas alunas, também desenvolviam-se atividades físicas, banquetes, cultos religiosos e concursos de beleza. As alunas, chamadas de hetaera, vinham de vários lugares da Grécia para serem discípulas de Safo, lá, elas aprendiam a serem “mulheres completas”, ou seja: graciosas, femininas, elegantes, inteligentes e cultas segundo a ideia de feminilidade de Safo.

## Amigas e discípula
Segundo o Suda, Safo teve pelo menos três amigas chamadas: Atthis, Telessipa e Megara e três discipulas chamadas respectivamente: Anagora, Gongyla e Eunica, outras fontes citam outros nomes, o poeta romano Ovídio menciona uma Cydro e o escritor Filostrato em sua obra sobre a vida de Apolonio de Tiana, cita uma mulher chamada Damófila a quem ele se refere como amiga ou associada a poeta Safo, contudo, é possível que muitos desses nomes tenham sido tirados de poemas de casamento escritos por Safo, para celebrar o casamento delas com homens da cidade de Mitilene.

## Obras

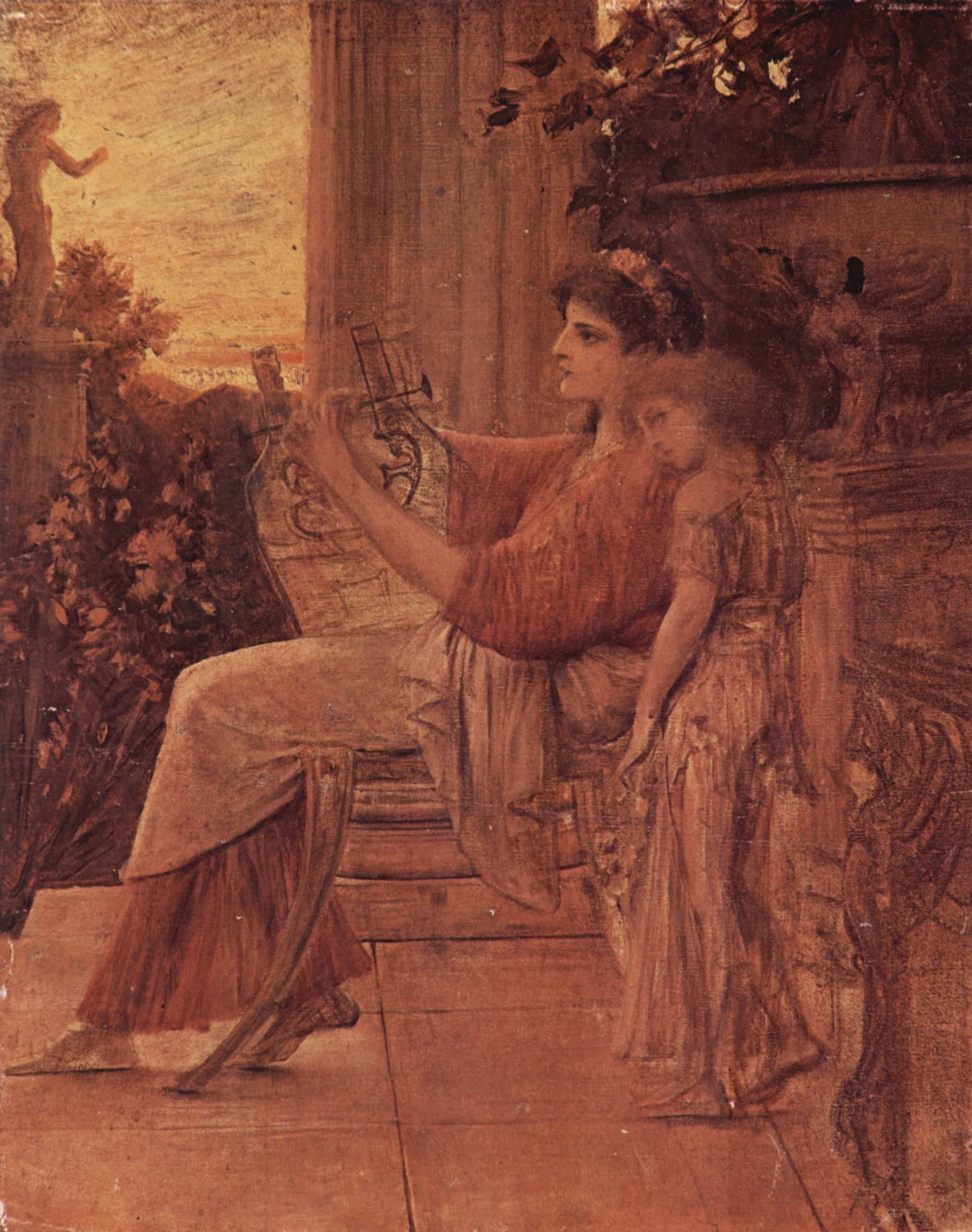
Safo, por Klimt 1888.

Safo contribuiu significantemente para a poesia lírica, dando um destaque a poesia mélica devido aos acompanhamentos musicais nas leituras de seus poemas. Ao que tudo indica os gregos podem ter visto Safo como uma contraparte feminina de Homero, pois se referiam a ele como "o poeta" e a ela como "a poetisa".
Escrevia sobre dores e prazeres, e é perceptível em seus poemas uma linguagem autônoma, feminina e fluida. Não se sabe como Safo colocou seus poemas em circulação, mas é fato conhecido que as mulheres passavam os poemas para suas filhas via tradição oral. Sua poesia foi muito reconhecida e admirada pelos grandes homens de sua época.

Safo gostava de adjetivar seus personagens relacionado-os a cores:
"A garota tem o cabelo mais dourado que uma tocha".
"Muito mais branco que o ovo".

"Dama de braços dourados".
Nos séculos III a.C e II a.C, dois estudiosos pertencentes à Escola de Alexandria, Aristófanes de Bizâncio e Aristarco de Samotrácia, coletaram e editaram seus poemas em nove livros de acordo com a métrica. Sua poesia de conteúdo considerado erótico foi censurada pelos copistas medievais ou se perdeu com o tempo, assim como ocorreu com outros poetas e pensadores da antiguidade, por isso, restaram apenas alguns fragmentos das obras de Safo.

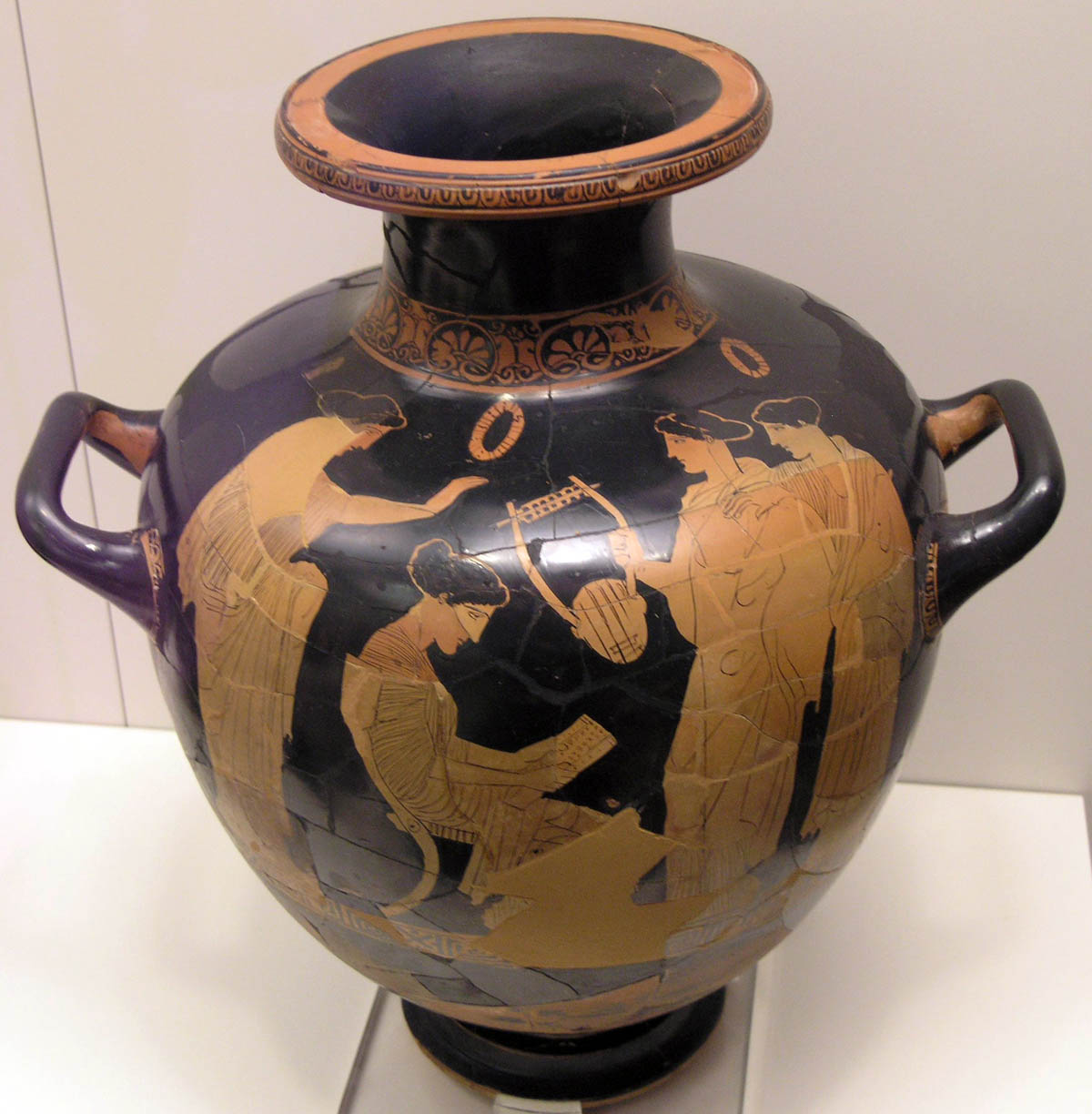
Safo retratada em uma ânfora

“Nove são as musas, dizem alguns; que descuidados!

Vejam, Safo de Lesbos é a décima.”
—Epigrama atribuído a Platão, AP 9.506
Fragmentos poéticos de Safo:

"Antigamente, era assim que dançavam 
a essa hora, as mulheres de Creta;
ao som da música, ao redor do altar sagrado
dançavam, calçando sob os pés delicados
as flores tenras da relva.

"A Lua já se pôs,
e as Plêiades; é meia-
noite; a hora passa e eu
deitada estou sozinha
Vieste, e fizeste bem. Eu esperava,
queimando de amor; tu me trazes a paz.
Queimo em desejo e anseio por….
Mãe querida, não posso mais te tecer a trama
-queimo de amor por um lindo rapaz:
a culpa é de Afrodite, a delicada -

<Noiva>: Virgindade, virgindade, onde estás, após abandonar-me, tendo ido embora?

<Virgindade>: Nunca mais voltarei para ti, nunca mais!"

—Carta de Safo a Faón

## Sexualidade e supostos relacionamentos amorosos

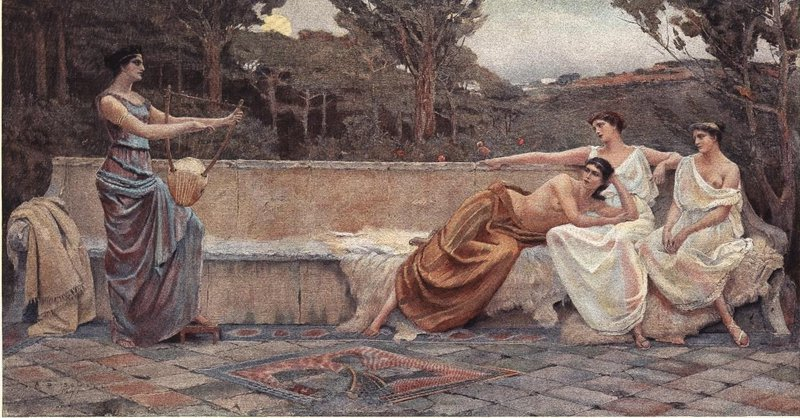
Safo e suas alunas, por Amanda Brewster Sewell, 1891.

A pouca quantidade de fatos biográficos sobre a vida de Safo e a interpretação equivocada de seus poemas e mais frequentemente de seus fragmentos torna a questão acerca da sexualidade de Safo bastante controversa. Ao longo da história, a ilha de Lesbos, onde Safo nasceu, e as mulheres que viviam nela, foram rotuladas de diversas maneiras. Na Grécia Antiga, a Ilha, segundo Luciano de Samósata, era um local de amores "depravados". O termo lésbica, que nos dia atuais é frequentemente utilizado para se referir a mulheres homossexuais, só passou a ser usado nesse sentido recentemente, mais precisamente depois de 1850, sendo utilizado com mais frequencia depois dos anos 1960.
Na antiguidade palavras relacionadas à ilha de Lesbos, como lésbica, lesbiana ou lesbiano, não tinham nenhuma conotação sexual, e significavam apenas quem ou aquilo que vem de Lesbos. No entanto, a fama de que as mulheres de Lesbos tinham sido as primeiras mulheres do mundo a fazerem sexo oral nos homens, fez surgir entre os escritores da Grécia antiga palavras como lesbizo (Λεσβιζω) e lesbiazein (Λεσβιαζειν), que derivam da palavra Lesbos e significavam felação, mais especificamente o ato de uma mulher fazer sexo oral em um homem. Nesse contexto, não havia nada de homossexual relacionado às mulheres de Lesbos, embora a palavra lésbica tenha ganhado uma conotação obscena pelas mãos de alguns comediantes atenienses, como Aristófanes.
Hesíquio de Alexandria, em defesa das calúnias contra Safo, disse que "às mulheres de Lesbos foram dirigidas acusações infundadas".
A partir do século XIX houve uma maior discussão acerca da sexualidade de Safo. Os que defendem a teoria de uma Safo homossexual utilizam fragmentos poéticos de Safo nos quais ela demonstra grande afetividade por suas amigas ou discípulas. Porém, a ausência de uma homossexualidade nos seus poemas levaram alguns escritores e escritoras modernos a criarem poemas homossexuais femininos falsos e atribuírem estes à poeta ou a suas seguidoras. A farsa mais famosa é um conjunto de poemas chamado "As canções de Bilitis", com conteúdos homossexuais femininos e atribuídos originalmente a uma poeta chamada Bilitis, que, segundo o poeta francês Pierre Louys, teria vivido no século VI a.C. Mas, com o passar do tempo, descobriu-se que na verdade essa Bilitis nunca existiu e que "seus" poemas haviam sido escritos no século XIX, por Pierre Louys. Pierre Louys confessou em seu leito de morte que a inspiração para criar sua personagem Bilitis foi uma prostituta berbere que ele conheceu durante uma viagem.

Safo admirando o poeta Alceu de Mitilene

A farsa dos poemas de Louys, mesmo depois de ser desmascarada, acabou servindo como base para muitos autores do inicio do século XX, criarem peças teatrais e poemas homosexuais envolvendo Safo e suas discipulas,
De acordo com alguns pesquisadores,os poemas escritos por Safo para suas discípulas, como o poema para Atthis não representam uma atração homossexual, mas sim o amor fraternal, e o carinho que Safo tinha por elas. Estes poemas foram interpretados de maneira equivocada, maliciosa ou fora de contexto.
Alem disso, o eu lírico dos poemas em que Safo utiliza a primeira pessoa ou o pronome pessoal "eu", devem ser interpretados como "nós", tendo em vista que era hábito entre poetas antigos usar a primeira pessoa mesmo quando o poema era direcionado à terceira pessoa, ou quando eram feitos para serem cantados por corais em cerimônias religiosas. Sendo assim o personagem narrador dos poemas de Safo na verdade seria um elemento literário, não uma declaração pessoal de amor. O Suda registra que Safo foi acusada de maneira caluniosa de ter amizades vergonhosas, mas não especifica exatamente que tipo de amizades seriam estas, o que dá margem a muitas interpretações diferentes, e muitos autores acreditam que estas acusações injuriosas, tenham sido forjadas por inimigas ou rivais da poetisa e de sua família. Outro ponto que vai contra a teoria de uma Safo homossexual é o fato de que alguns dos poemas atribuídos como sendo declarações de amor da poeta por outras mulheres, na verdade eram epitalâmios, ou seja cânticos nupciais, ou religiosos, feitos sob encomenda e que faziam parte da tradição do casamento na Grécia antiga. Eles consistiam num elogio público e solene, dirigido ao cônjuge de maior condição social, recitado por um coral e que exaltava as qualidades dos noivos para chamar a atenção dos deuses, principalmente Himeneu o deus das boas núpcias, para que esses deuses dessem suas bênçãos ao casal. Os fragmentos poéticos abaixo, foram feitos por Safo para um casamento, e citados por Dionísio de Halicarnasso, e Hefestion.
"Noivo feliz, agora chegou o dia de teu casamento, e tens a noiva que queria" "Como ela ó noivo, não havia outra"
A informação de que haviam duas poetas com o nome de Safo sendo uma delas uma cortesã, era conhecida na antiguidade, e ganhou força, devido à grande ênfase dada a Afrodite e a Eros em seus poemas, e ao fato de que em alguns de seus poemas ela se refere a suas discípulas como Hetaera(ἑταῖραι), esta palavra em grego significa companheira, mas também era utilizada para se referir a mulheres que eram prostitutas. Ateneu, embora confirme esta informação sobre haver uma segunda Safo, afirma, no entanto, que Hetaira também era utilizado para se referir a amigas por mulheres de nascimento livre e não apenas por cortesãs. Ele cita como exemplo um verso de Safo, no qual ela fala sobre a rainha Níobe e a deusa Leto. Niobe e Leto eram velhas amigas(ἑταῖραι) afetuosas uma da outra.
Na literatura Grega Clássica, Safo era retratada como uma mulher heterossexual, envolvida em casos amorosos com grandes poetas. Segundo Ateneu, o poeta Difilo representa Safo envolvida em um triângulo amoroso com os poetas Arquiloco, e Hipônax, enquanto o escritor Hermesianax, representa ela envolvida em um triângulo amoroso com o poeta Alceu de Mitilene e o poeta Anacreonte de Teos, Ateneu salienta que talvez Hermesianax esteja enganado ao representar Anacreonte e Safo como contemporâneos, pois Anacreonte teria vivido na época de Ciro, enquanto Safo viveu na época em que Aliates estava reinando. Seja como for, Camaleão também representa Anacreonte e Safo como contemporâneos e amantes, e cita um poema escrito por Anacreonte para a poetisa Safo; no poema, o poeta Anacreonte fala sobre uma Safo que ri de sua cabeleira branca, mas logo em seguida com a sua boca aberta se volta para a outra cabeleira dele, ou seja a cabeleira pubiana, fazendo uma clara alusão a prática do lesbiazein, pelo qual as mulheres de Lesbos eram conhecidas naquela época.
Segundo Ateneu, estes versos abaixo são parte de um poema maior, escrito por Safo, para um homem que era conhecido por sua grande beleza:
"Fique em minha frente meu amado, e mostre sobre mim a beleza que dos seus olhos flui".
Nos versos abaixo, Safo descreve seu sentimento por um homem:
Doce mãe, não sou capaz de urdir esta trama! Estou subjugada
pelo desejo de um rapaz, graças à esbelta Afrodite

― Tecer é impossível (fr. 102 PLF)
Em outro verso, Safo elogia um homem como divino:
Aquele parece-me ser igual dos deuses,
o homem que à tua frente
está sentado e escuta de perto
a tua voz tão suave

― Ele, tu e eu (fr. 31 PLF)
Acredita-se hoje, devido a pesquisas arqueológicas, que existiram de fato duas mulheres com o nome de Safo, uma nasceu em Eresos e foi uma (ἑταῖραι) prostituta, que se relacionou com muitos homens, sendo seus amantes mais celebres o poeta Anacreonte de Teos e o barqueiro Faon de Mitilene, enquanto a outra Safo nasceu em Mitilene, e esta seria a brilhante poeta, contemporânea de Alceus, e casada com o comerciante Kekolas, com o passar do tempo, as duas acabaram sendo confundidas.
Do ponto de vista histórico, apenas podemos dizer que Safo de Mitilene foi casada com Kérkolas de Andros, e que teve com ele uma filha de nome Cleis, depois de ficar viúva, não existem mais registros de outros relacionamentos, embora alguns fragmentos poéticos aparentemente escritos na sua velhice, indiquem que ela desejaria se casar novamente se ainda fosse jovem, e se ainda pudesse ter filhos.
Nesse poema abaixo  o eu lirico diz o seguinte:
Se os meus seios ainda puderem dar leite e meu útero  puder gerar um filho, caminharei novamente a passos firmes, a um leito nupicial".

## Morte
Existem duas interpretações sobre o fim da vida de Safo para os historiadores, uma implica um fim trágico, com a poeta pulando do alto de um penhasco por um amor não correspondido por um homem, o barqueiro Faonte. De fato, Ateneu diz que "o amor de Safo era famoso". Essa versão é descrita na Suda, primeira enciclopédia do mundo:
Safo era uma poeta de Mitilene, na ilha de Lesbos, e se atirou da ilha de Lêucade por causa de seu amor por Faonte.
Outra versão afirma que a poeta na verdade teria tido uma vida tranquila e morrido de causas naturais em uma idade avançada. O autor grego trágico Menandro (341-291 a.C.) escreveu uma peça aonde há uma Safo que se apaixona por muitos homens em toda a sua vida, sendo seu último grande amor o barqueiro Faón, amor este que não era correspondido, pois Afrodite o enfeitiçara para não cair nas graças de Safo. Tendo entrado em desespero, Safo pula do monte Lêucade, acredita-se que esta passagem seja fabulosa, pois um fragmento de Safo citado por Estobeo, indica que ela teria chegado a velhice. Não existem relatos oficiais sobre como de fato ocorreu a morte de Safo, o que deixou uma lacuna em sua história, sendo discutida apenas através de especulações de peças da literatura grega.

## Representações antigas

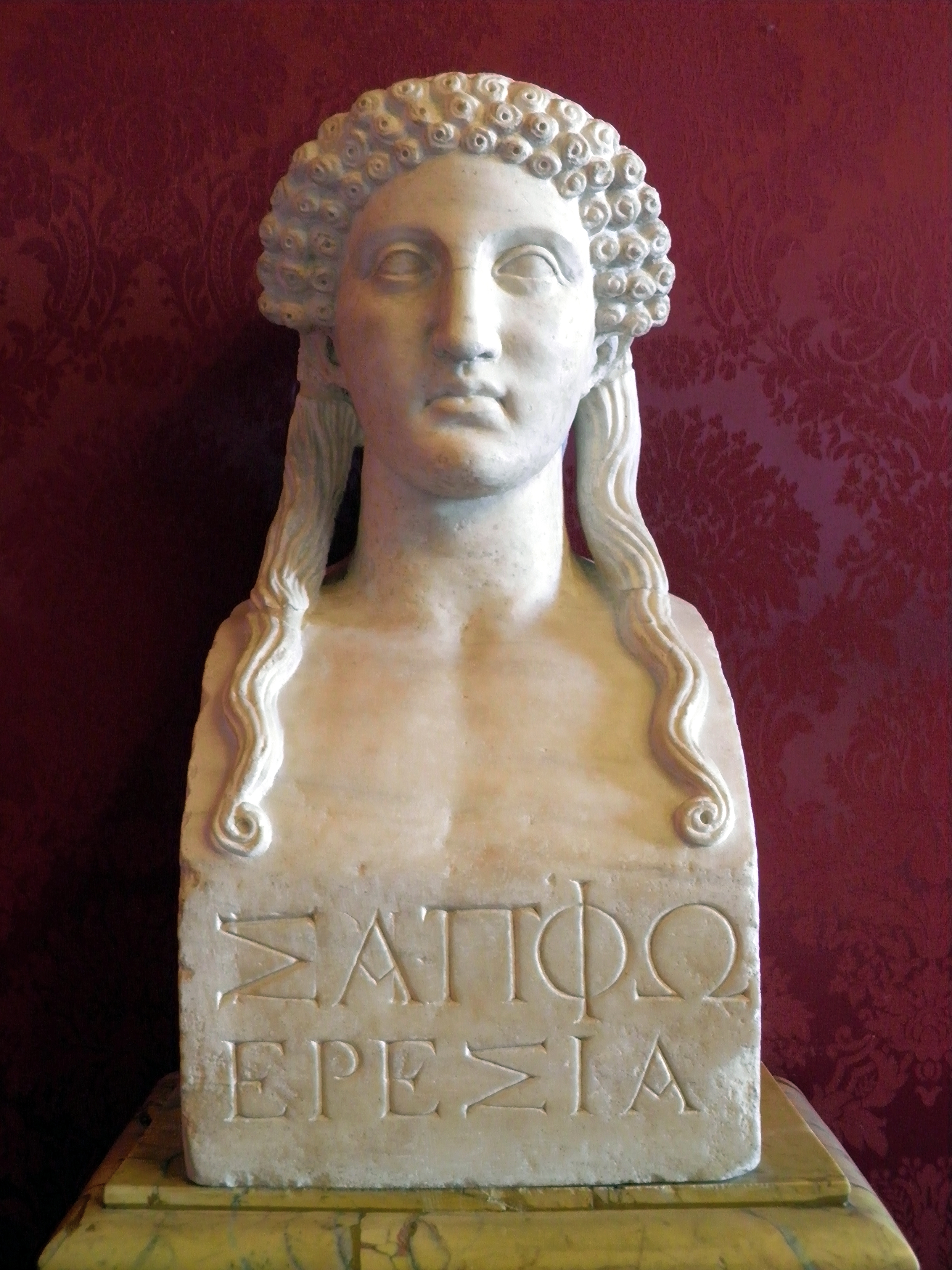
Pilar com uma escultura de “Safo”; inscrito, "Safo Eresia", Safo de Eresos. Cópia romana do grego clássico original, Museu do Capitólio.

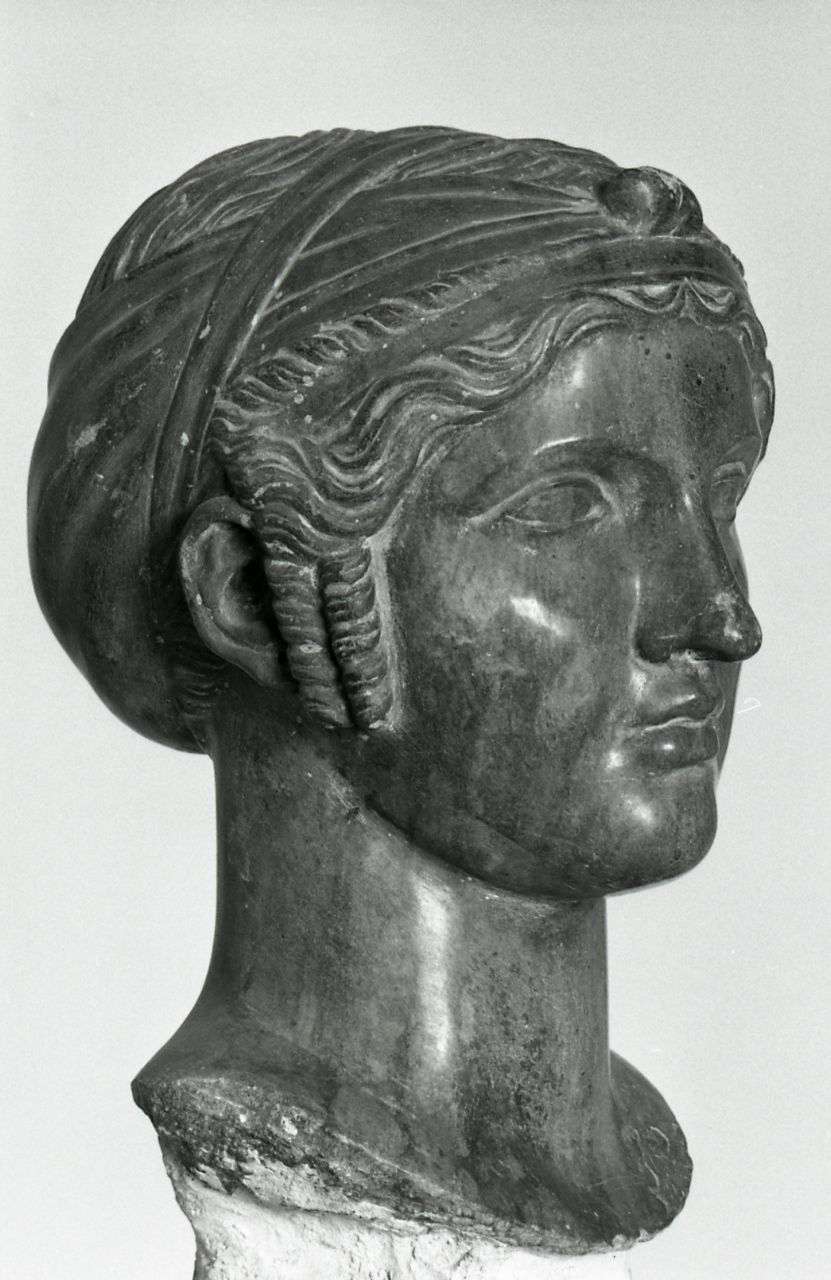
Retrato de Safo, Palazzo Massimo alle Terme, Roma. Foto de Paolo Monti de 1969.

Safo, mesmo com seu exílio, teve grande influência na Grécia antiga, foi em Atenas, uma referência da autoridade feminina moldada pela Comédia Nova. Safo era sacerdotisa de um culto religioso (thíasos), também supostamente uma professora de um coro feminino ligado às festividades do casamento e dedicado às Musas, às Graças e à deusa Afrodite, com ensinamentos voltados às jovens solteiras que estavam prestes a se casar e que se dedicavam ao aprendizado da música e da poesia.
Os atenienses pensavam sobre Safo pelos relatos de Ateneu. O poeta falava dos rituais, dos banquetes privados relativos ao komós grego e de suas etapas, relatando uma Safo simposiasta e que interpretava canções de amor.
Safo era tema central de inúmeras peças na Atenas clássica. Chegaram até os dias de hoje somente fragmentos de seis comédias com o título Safo, utilizados nas obras escritas por Ameipsias, Amfis, Antífanes, Dïfilos, Efippos e Timocles. Na comédia, Safo era muito representada com grande interesse por jovens. Na obra de Antifanes, Safo seria representada como poeta e adivinhadora de enigmas.
No início do século XIX foram descobertos fragmentos de poemas referentes a Safo em Oxirrinco no Egito, com críticas sobre como ela era vista no século V a.C. como uma mulher imoral.

## Educação e paideia
A atuação de Safo esteve intimamente ligada aos ideais educacionais da paideia grega, especialmente no contexto da formação de jovens mulheres da aristocracia de Lesbos. Sua poesia lírica, marcada por temas afetivos, sensíveis e filosóficos, integrava um ambiente educativo no qual o canto, a dança, o domínio da linguagem e a sensibilidade estética compunham a formação intelectual e emocional das moças.
Segundo algumas tradições antigas, Safo teria dirigido uma espécie de thíasos – uma comunidade de jovens mulheres aristocráticas voltada à preparação para o casamento e à educação cultural – em Lesbos. Embora não se tratasse de uma escola formal nos moldes institucionais posteriores, esse espaço era reconhecido por oferecer formação poética, musical e ritualística, desempenhando papel relevante na transição das adolescentes para a vida adulta.
Estudos contemporâneos em história da educação e teoria feminista têm enfatizado o valor pedagógico da poesia de Safo como instrumento de mediação de saberes femininos, afetos e corporalidades. Pesquisadoras como Page duBois e Jane McIntosh Snyder destacam o caráter contra-hegemônico de sua obra, que valoriza a subjetividade e a experiência erótica e sensível como elementos formadores da identidade.